# KRTAP4-1
KRTAP4-1 (англ. Keratin associated protein 4-1) – білок, який кодується однойменним геном, розташованим у людей на 17-й хромосомі. Довжина поліпептидного ланцюга білка становить 146 амінокислот, а молекулярна маса — 15 241.
| 10         |  | 20         |  | 30         |  | 40         |  | 50         |
| ---------- |  | ---------- |  | ---------- |  | ---------- |  | ---------- |
| MVNSCCGSVC |  | SDQGCDQGLC |  | QETCCRPSCC |  | QTTCCCPSCV |  | VSSCCRPSCS |
| QTTCCQTTCC |  | RPSCCHPVCC |  | QTTCRPSCGV |  | SSCCRPLCCQ |  | TTCHPSCGMS |
| SCCRPLCCQT |  | TCRPSCGVSS |  | CCRPLCCQTT |  | CCRATCCRPS |  | CCGSSC     |

A: Аланін

C: Цистеїн

D: Аспарагінова кислота

E: Глутамінова кислота

G: Гліцин

H: Гістидин

L: Лейцин

M: Метіонін

N: Аспарагін

P: Пролін

Q: Глутамін

R: Аргінін

S: Серин

T: Треонін